# Корте Баса (Модена)
Корте Баса је насеље у Италији у округу Модена, региону Емилија-Ромања.
Према процени из 2011. у насељу је живело 48 становника. Насеље се налази на надморској висини од 15 м.